# 마니커
마니커는 대한민국의 닭고기 기업이다.
1990년 농림부로부터 육계계열화사업체로 지정되면서 종계-부화-사육-도계 및 가공-육가공-유통으로
이어지는 육계계열화사업의 시스템을 갖추게 되었다.
1998년 대상그룹으로부터 닭고기부문 사업체인 대상마니커를 인수합병하는 한편 회사명을 ㈜마니커로 변경하면서 획기적인 발전의 계기를 맞게 되었고, 1999년 국내업체로는 최초로 미국에
닭고기 50만 달러(약 6억원)규모 수출, 2000년 코스닥 시장에 주식을 상장, 2001년 동탑산업훈장 수상,
2002년 증권거래소 이전상장 등 모든 부문에서 닭고기 업계를 선도하는 기록을 세웠다.
2002년 7월에는 한국을 방문한 북측경제사절단이 용인공장을 견학하면서 닭고기 부분에서
남북경제협력의 가능성을 열기도 했다.
같은 해 11월 ㈜해표푸드서비스 육가공공장(현 마니커F&G)을 인수면서 육가공 사업에도 진출했다.
2001년에 용인공장과 동두천공장이 각각 HACCP(식품위해요소 중점관리기준) 인증을 받은데 이어 2003년에는 동두천공장 내에 부분육공장을 준공하면서 HACCP 인증을 받았다. 2005년 닭고기업체로는 최초로 인터넷쇼핑몰 '마니커몰을 개설했으며 2007년에 대형닭고기업체 최초로 친환경닭고기 '마미안'을 개발, 출시했다.
2009년 농식품부와 소비자시민모임으로부터 각각 우수축산물브랜드 인증을 획득했고 2010년에 농업회사법인 '마니커농산'을 설립했다.
2011년에는 이지홀딩스 가족사로 편입되었고 같은 해 11월 서울대학교와 산학협력 계약을 체결했다.
2013년 산학협력의 결실인 서울대 친환경닭고기과학 프로젝트 '닭터의 자연'을 공동 개발했으며, 새로운 형태의 닭고기 제품인 국내최초 동결건조 닭가슴살 분말제품 '순수한닭가슴살'을 개발에 성공했다.
주요 생산제품은 통닭, 닭고기 부분육, 절단육, 친환경닭고기, 염장육, 훈제치킨과 육포 등 닭고기 가공품 등이며 대리점, 프랜차이즈 업소, 대형마트, 슈퍼, 군납, 급식 등의 다양한 경로를 통해 판매하고 있다.

## 사업
닭고기 사업의 구조는 사육, 생산, 유통의 육계계열화사업이다.
대한민국의 닭고기 산업은 전형적인 통닭 위주의 시장이었으나 2000년대 들어 닭가슴살이
다이어트식으로 각광받고 프랜차이즈, 외식산업이 발달하면서 부분육과 간편식 시장이 급격히 커지고 있다.
또한 소비자의 욕구가 다양해지고 건강에 대한 관심이 커지면서 친환경닭고기와 각종 부산물, 계육가공품 등 닭고기 제품이 다양해지고 있다.
마니커는 통닭과 부분육 등 기존 주력제품으로 대리점, 대형마트 등 전통적 유통경로에 대한 영업을 강화하는 한편 프리미엄 제품인 친환경닭고기
'닭터의 자연', 새로운 카테고리의 닭가슴살 분말제품 '순수한 닭가슴살' 등 부가가치가 높고 새로운 기술이 적용된 신제품을 '마니커몰' 인터넷쇼핑몰과
접목하면서 미래 전략제품으로 육성하고 있다.

## 연혁
- 1962년 - 천호부화장 설립
- 1981년 - 국내 개발 육계품종 "마니커" 탄생
- 1984년 - 동두천공장 준공
- 1985년 - 마니커 닭고기 브랜드 출시
- 1991년 - 농림부로부터 육계계열화사업 주체업체 선정
- 1994년 - 미원그룹이 천호인티그레이션을 인수하여[2] 미원마니커로 상호변경(뒷날 미원그룹이 대상그룹으로 바뀌자 대상마니커로 상호변경)
- 1998년 - 대연식품에서 대상마니커 인수합병하여[3] (주)마니커로 사명 변경
- 1999년 - 마니커 닭고기 50만 달러(약 6억원)규모 미국 수출 진행
- 2000년 - 업계최초로 코스닥 등록 / 경기도 통합 브랜드 "G"마크 획득 및 "ISO 9001" 인증
- 2001년 - 용인, 동두천공장 HACCP 인증획득 및 동탑산업훈장 수상 / 마니커 닭고기 10톤 규모 일본 수출 진행
- 2002년 - 증권거래소로 이전 상장
- 2004년 - (주) 새물내 법인 분리 설립
- 2005년 - 인터넷쇼핑몰 '마니커몰' 오픈
- 2007년 - 대형육계업체 최초로 친환경닭고기 '마미안' 개발
- 2008년 - 경산사업장을 새물내에 양도한 한편 육가공 사업부문이 새물내에 통합됐고 이 과정에서 새물내가 (주) 마니커에프앤지로 상호변경[4]
- 2009년 - 4년연속 우수출산물 브랜드 인증 획득(농식품부/소비자시민모임)
- 2011년 - 이지홀딩스그룹 가족사로 편입 / 설울대와 산학협력 계약 체결 / 2년 연속 HACCP운용 전국 최우수도계장 선정 (농림부/한국소비자연맹)
- 2013년 - 서울대 친환경닭고기과학 프로젝트 '닭터의 자연', 동결건조 닭가슴살분말 '순수한 닭가슴살' 출시
- 2014년 - 동두천 공장 식육 포장처리업 부문 HACCP 운용 우수작업장 선정 / 2년 연속 전국 도축장 운영수준 평가 HACCP '상등급' 인증(농식품부)
- 2015년 - 일판매 50만수 달성 / 축산물품질평가원 감사패 수상
- 2016년 - 가족사 (주)디엠푸드 흡수합병
- 2017년 - 가족사 성화식품(주) 흡수합병
- 2019년 - 소비자가 뽑은 베스트 도축장(마니커 동두천공장) 선정(농림부(사) 한국 소비자연맹)
- 2020년 - 소비자가 뽑은 베스트 도축장(마니커 동두천공장, 마니커 천안공장) 선정(농림부(사) 한국 소비자연맹)
- 2021년 - 소비자가 뽑은 베스트 도축장(마니커 동두천공장) 선정(농림부(사) 한국 소비자연맹)

## 사업장 현황
- 본점: 경기도 용인시 기흥구 구성로 278
- 동두천공장: 경기도 동두천시 승전로 6 (하봉암동)
- 천안공장: 충청남도 천안시 동남구 동면 화복로 551
- 포천부화장: 경기도 포천시 일동면 영일로 665-1
- 예산부화장: 충청남도 예산군 고덕면 상궁3길 100